# Weldon Spann
Pour les articles homonymes, voir Spann.
Weldon Spann, né le 21 novembre 1924 à North Little Rock dans l’Arkansas et mort le 28 novembre 1999, est un écrivain américain, auteur de roman policier et d’espionnage.

## Biographie
Il entre à l’âge de dix-huit ans au sein de la marine américaine et sert pendant la Seconde Guerre mondiale comme mitrailleur et opérateur radio. Démobilisé, il reprend ses études en 1945 à l'Arkansas Polytechnic College (en) puis à l'université d'État de l'Arkansas dont il sort diplômé en sciences en 1949. Il se réengage et devient technicien puis radio mécanicien. Il quitte l’armée en 1958.
Après avoir exercé divers métiers (pompiste, peintre, réparateur de télévision, opérateur de radio ..), il se consacre à l'écriture à partir de 1963. Son premier roman, Outlaw Town, est publié en 1965. Il publie au total sept romans dont trois ont été traduits en France à la Série noire.

## Œuvre

### Romans
- Outlaw Town, 1965
- Return to Violence, 1969
- Discharge to Danger, 1969
  - À bas la quille !, Série noire no 1379, 1970
- Stink of Murder, 1969
- Hunter for Fire, 1970
  - Chasseur à gages, Série noire no 1362, 1970
- Wall of Jeopardy, 1970
- Plunge Into Peril, 1970
  - Plongeon dans le bourbier, Série noire no 1348, 1970

## Sources
- Claude Mesplède, Les Années Série noire vol.3 (1966-1972) Encrage « Travaux » no 22, 1994
- Claude Mesplède et Jean-Jacques Schleret, SN Voyage au bout de la Noire, Futuropolis, 1982, p. 342.
- Les Auteurs de la Série Noire, 1945-1995, collection Temps noir, Joseph K., 1996, (avec Claude Mesplède), p. 431-432.